# Showbiz & A.G.
Showbiz & A.G. är en hiphopduo från stadsdelen Bronx i New York. Båda två är medlemmar i Diggin' in the Crates Crew.
Deras första samarbete var på Lord Finesses album Funky Technician 1990.
1992 släppte de debutalbumet Runaway Slave.

## Medlemmar
- Showbiz (Rodney LeMay)
- A.G. (Andre Barnes)

## Diskografi
Album
- Runaway Slave (1992)
- Goodfellas (1995)
- Full Scale LP (1998)
- Broken Chains: Soul Clap & Runaway Slave Unreleased (2009)
- Mugshot Music (Preloaded Remixes) (2012)
- Mugshot Music (2012)

EP
- Soul Clap EP (1991)
- Full Scale EP (1998)
- Live Hard (2007)

Singlar
- Fat Pockets (1992)
- Bounce ta This (1993)
- Next Level (1995)
- U Know Now (1995)
- Got the Flava / You Know Now (1995)
- Hot Spot (2003)